# 明石市立鳥羽小学校
明石市立鳥羽小学校（あかししりつ とばしょうがっこう）は、兵庫県明石市西明石にある公立小学校である。2022年度（令和4年度）現在の児童数は 617名となっている。

## 沿革
- 1891年（明治24年） - 鳥羽尋常小学校創立。
- 1900年（明治33年） - 藤江尋常小学校と合併して林崎第二小学校と改称。
- 1939年（昭和14年） - 川崎航空機工業 明石工場（現 川崎重工業 明石工場）の建設予定地に[2]あたった林崎第二尋常高等小学校を南北に分離し、北部が明石郡鳥羽尋常高等小学校となる。
- 1941年（昭和16年） - 明石郡鳥羽国民学校と改称。
- 1942年（昭和17年） - 明石市立鳥羽国民学校と改称。
- 1947年（昭和22年） - 明石市立鳥羽小学校と改称。

## 通学区域
明石市教育委員会の通学区域を参照。

## 進路状況
ほとんどの児童は明石市立野々池中学校へ進学するが、国私立中学校へ進学する児童もいる。

## 通学区域が隣接している学校
- 明石市立沢池小学校
- 明石市立花園小学校
- 明石市立和坂小学校
- 神戸市立枝吉小学校
- 神戸市立出合小学校